# Isla Bunce
Isla Bunce (en inglés: Bunce Island) también escrito "Bence", "Bense," o "Bance" en diferentes épocas, es una isla donde se encuentra un castillo o fuerte británico de esclavos del siglo XVIII, en lo que actualmente es parte de la República de Sierra Leona en África Occidental.
Situado a unos 20 kilómetros río arriba de la ciudad capital de Sierra Leona, Freetown, Bunce se encuentra en el Río Sierra Leona, también llamado el "Puerto de Freetown" (Freetown Harbour), el gran estuario que forma el río Rokel y el Puerto Loko Creek. Aunque sólo es una pequeña isla de cerca de 1650 pies de largo y 350 pies de ancho, su posición estratégica en el límite de la navegación en el puerto natural más grande de África, la convirtió en una base ideal para los comerciantes europeos de esclavos.
Bunce fue colonizada por los traficantes de esclavos ingleses alrededor de 1670. Debido a su importancia como un puesto comercial británico, la isla era un objetivo atractivo en tiempos de guerra. Fuerzas navales francesas atacaron el castillo en cuatro ocasiones (en 1695, 1704, 1779 y 1794), dañándolo o destruyéndolo cada vez. El ataque de 1779 tuvo lugar durante la Guerra de Independencia estadounidense cuando los aliados franceses de Estados Unidos aprovecharon el conflicto para atacar las posesiones británicas fuera de Norteamérica. Los piratas también atacaron el castillo en dos ocasiones (en 1719 y 1720), incluyendo a Bartholomew Roberts, o "Negro Bart", los británicos reconstruyeron el lugar después de cada ataque.
En 1948 la isla Bunce se convirtió en el primer sitio histórico protegido oficial en Sierra Leona.